# Масаутов, Рафаэль Зейнурович
Рафаэль Зейнурович Масаутов (укр. Рафаель Зейнурович Масаутов, тат. Рафаэль Зиннур улы Мәсәгутов; род. 21 декабря 1934, Малые Чапурники, Красноармейский район, Сталинградский край, РСФСР, СССР) — советский и украинский художник татарского происхождения. Народный художник Украины (1993), заслуженный художник Украинской ССР (1985). Лауреат Республиканской премии ЛКСМУ имени Н. А. Островского (1982).

## Биография
Рафаэль Зейнурович Масаутов родился 21 декабря 1934 года в селе Малые Чапурники Сталинградского края.
По национальности — татарин из древнего рода, который восходит к булгарскому князю Масауту Могуте, имевшему ставку под Черниговом. По некоторым данным, в 1552 году несколько татарских семей бежали из Казанского ханства на восток, но были пойманы и поселены на территории современной Волгоградской области, образовав таким образом Малые Чапурники. Отец — Зиннур Шарафутдинович (1902—1983), учительствовал в сельской школе, писал картины, сочинял музыку и стихи, играл на скрипке и сам был скрипичным мастером. Мать — Хания Юнусовна (1909—1986), племянница Ю. Акчуры, была первой комсомолкой в Чапурниках, работала председателем сельсовета, была учителем истории, татарского языка и литературы.
С детства полюбил родной язык и приобщился к искусству, любил рисовать, в связи с чем в дальнейшем отмечал следующее: «Родители назвали меня так, словно угадывая жизненное предназначение». После начала Великой Отечественной войны отец ушёл на фронт, а мать стала парторгом на строительстве оборонительных сооружений Сталинграда, тогда как маленький Рафаэль попал в разведывательную роту 38-й мотострелковой дивизии Сталинградского фронта. Там он служил под командованием Ф. М. Ильченко, ходил в разведку, носил воду солдатам, помогал на переправе Светлый Яр. Также Масаутов участвовал в перегоне скота через Волгу, чтобы тот не достался нацистам. Получив ряд боевых наград, с истощением он попал в Заволжский военный лазарет, а после окончания войны вернулся в село и продолжил обучение в школе.
В 1949 году после 7-го класса школы переехал в Казань и поступил в художественное училище, где учился у В. С. Подгурского. Окончив училище в 1954 году, уехал в Киев и поступил в художественный институт, учась там у И. Н. Плещинского и В. С. Болдырева. Параллельно, с 1956 года трудился внештатным художником ряда киевских издательств, например, «Молодь», «Український письменник», «Веселка». В качестве дипломной работы подготовил иллюстрации к поэме «Двенадцать» А. А. Блока, изданной в 1958 году. В 1960 году окончил институт, после чего работал главным художником Республиканского управления по рекламе (1960—1964). В 1965—1967 годах занимал пост главного художника издательства «Дніпро». В 1972 году принят в члены Союза художников. В 1976—1978 годах был главным художником Дирекции международных книжных выставок и ярмарок при Государственном комитете по делам издательств Украинской ССР.
Активно занимался общественной деятельностью. В 1989 году стал председателем правления новообразованного Республиканского культурного центра тюркоязычных народов при Украинском фонде культуры, объединив татарское, казахское, башкирское, крымскотатарское, азербайджанское, узбекское, караимское, гагаузское, туркменское, киргизское и арабское общества. В 1992 году был членом организационного комитета по подготовке торжественных мероприятий к 70-й годовщине заключения договора о дружбе и братстве между Украиной и Турцией. С 1992 года занимал пост президента международного общества «Украина — Турция», также был председателем Совета национальностей Украины (1992—1994), почётным председателем Ассамблеи национальностей Украины (с 1995 года), председателем Консультативного совета по делам национальностей и миграции при Кабинете министров Украины (с 1996 года). В 1998 году в качестве беспартийного самовыдвиженца участвовал в выборах в Верховную раду от одномандатного избирательного округа № 29 Николаевской области, но депутатом не стал.
В 1985 году получил звание заслуженного художника Украинской ССР, в том же году награждён орденом Дружбы Народов, а в 1993 году удостоен звания народного художника Украины, став одним из первых деятелей искусства в этом качестве в независимой Украине. Также является лауреатом Республиканской премии ЛКСМУ имени Н. А. Островского (1982), Республиканской премии имени В. И. Касияна (1989). Активно высказывается по вопросу состояния художественного образования в Украине, вопросу национальных меньшинств Украины. Полагая себя тесно связанным с историей Украины-Руси, отмечал значительную связь украинской культуры с тюркским наследием, в частности, заявлял о том, что Киев был основан древними тюрками, а первые казаки были потомками тюркоязычных половцев; также высказывал свою версию тюркского происхождения названия «Украина». В 2017 году номинировался на соискание Национальной премии Украины имени Т. Шевченко за цикл работ в области станковой графики, живописи и дизайна, посвящённых истории и культуре народов Украины.

## Очерк творчества
Является одним из ведущих художников Украины в области книжной графики, за более чем 60 лет работы оформил и проиллюстрировал свыше 400 книг украинских и других писателей. В начале своего творческого пути работал с детской книгой, в частности, проиллюстрировал книгу «Семь лет» М. Р. Ананда (1959), где творчески переосмыслил миниатюры и современную живопись Индии. Особо отмечается его работа над подарочными изданиями на украинском и татарском языках, выполненных к юбилеям М. Джалиля (1988) и Г. Тукая (1990, пер. Ю. Г. Буряка). Также является дизайнером книг «Антологія української поезії» (Будапешт, 1972), ежегодных альманахов поэзии (1967—1987), сборников «Молодая поэзия Украины» (10 т.), «Грузинская поэзия» (12 т.), «Мифы стародавней Греции» (5 т.). Значительное внимание также уделено его работе над иллюстрациями к древнебулгарскому эпосу «Сказание о дочери Шана» (1991) Ш. Башту и сборнику историй Геродота «Золотий Ра» в пересказе И. И. Билыка (1989), удостоенном в 1992 году Шевченковской премии.
Является автором иллюстраций к сборнику фантастики «У свiтi пригод» (1957), книгам «Вибране» (1956) И. И. Неходы, «Продавці заморських сувенірів» (1957), «Хороші імена» (1959), «Формула хризантеми» (1975) Б. И. Чалого, «Людина крокує у Всесвіт» (1961) Н. П. Розенблита, повести «Карафуто» (1958) А. В. Донченко, «По хліб» (1963) Г. Сенкевича, «Привид часу» (1964) В. И. Савченко, «Волосся Вероніки» (1965) Й. Талло, «Протуберанці серця» И. Ф. Драча (1965), «Діти капітана Гранта» (1967) Ж. Верна, «Подвиг Вайвасвати» (1967) О. П. Бердника, «Загадки історії» (1966, 1973), «Ловці привидів» (1968) А. А. Горбовского, «Мандри Лемюеля Гуллівера» (1975) Д. Свифта, «Дирижаблі злетять у небо» (1975), «Напередодні зльотів» (1978) А. И. Ландо, «Любов до життя» (1976) Дж. Лондона, «Дума про невмирущого» (1978) П. А. Загребельного, «Народжені в Елладі» (1984) А. К. Федорука, «Надзвичайні пригоди царевича Нараваханадатти» (1984) Сомадевы, поэмам «Одиссеи» (1969) и Илиады (1974) Гомера в пересказе Е. И. Гловацкой для детей, «Витязь у тигровій шкурі» (1991) Ш. Руставели, романам «Трапери Арканзасу» (1958) Г. Эмара, «Собор» (1968) О. Т. Гончара, «Первоцвіт» (1970) Л. О. Дмитерко, сборнику поэзии «Відлуння» (1970) Б. И. Олейника, венгерской «Квасоля до небес» (1958) и казахской народным сказкам «Жаксилик і Жамандик» (1958), повести-сказке «Лінь великий і лінь маленький» (1960) Чжан Тяньи, повестям «На мертвому якорі» (1971) А. С. Иванченко, «Витязь Янош» (1972) Ш. Петёфи, сборников древнегреческих мифов «Міфи Давньої Греції» (1977), «Крилатий кінь. Міфи Давньої Греції» (1983), «Міфи Давньої Греції» (1991, сост. Е. И. Гловацкая).
Также занимается живописью, работает в жанре пейзажа, где критикой высоко отмечены графические серии «Украинский пейзаж» (1978—1992), «Киев», «Турецкий пейзаж», «Неделя в Париже» (все — с 1994 г.), «Пурпурный дождь» (2007), «Киев златоглавый» (с 2012 г.), «Национальный банк Украины» (2017), а также в портретном жанре —  «А. Соловьяненко» (2016), «Народная поэтесса Маруся Чурай» (2017), «В селе (жена художника Т. Неходы)» (2017). Часто обращается к темам истории, культуры и фольклора тюркских народов Евразии, в частности, этому посвящены графическая серия «Половецкая степь», листы «Роксолана», «Богиня Умай и Мамай», полотна «Хаджи-Мурат» (2007), «Княжна Турхан» (2009), «Кипчацкий воин», «Степной шаман Чурай» (оба — 2012), «Хан Атилла» (2013), «Князь Масаут Могута (предводитель черниговской знати)» (2015), «Князь Могута» (2016).
Является автором плакатов, художественных открыток, другой полиграфической продукции. Международную известность получил как автор эмблемы 12-го Всемирного фестиваля молодёжи и студентов в Москве (1985), ставшем наиболее представительным за всю историю движения. Для участия во всесоюзном конкурсе на лучшую эмблему, где приняло участие несколько сотен работ мастеров живописи, графики и плаката со всей страны, представил три своих варианта, из которых был выбран самый простой и понятный всем народам. Сохранив традиционную ромашку с пятью лепестками, придуманную К. М. Кузгиновым на фестивале 1957 года и символизирующую континенты Земли, Масаутов дополнил её изображением голубя как символа мира. За свою работу никакого вознаграждения не получил, в дальнейшем безуспешно судился за авторские отчисления, несмотря на миллионные тиражи сувениров с использованием созданной им эмблемы. В дальнейшем мотивы работы Масаутова были использованы в эмблеме фестиваля в Сочи (2017), однако с художником на этот счёт также никто не советовался.
Будучи автором более двухсот произведений в жанрах станковой графики и живописи, Масаутов обладает яркой творческой индивидуальностью, его произведения отличаются стилевым многообразием, начиная от традиций реализма и классического рисунка до живописного авангарда. Артистизм творческой манеры Масаутова выражается в свободе и раскованности рисунка, однако при всей экспрессивности художественного языка его графику характеризует конструктивная строгость композиции. Работам художника присуща глубоко авторская стилистика, берущая свой исток в традициях казанской графической школы и наследующая Н. И. Фешину. Сам Масаутов отмечал большое влияние Казани, культурного центра татарского народа, на своё творчество и формирование художественной манеры.
Плодотворно работал в области монументального искусства и оформительского дизайна, в частности, исполнил росписи торгового центра Бахчисарая, оформил Олимпийский дворец Керчи, стал автором проектов мемориала «Патриот» в Волгограде (2004) в честь 60-летия победы в Великой Отечественной войне, скульптурной композиции «Т. Шевченко и кобзарь Вересай» для Канева (2011), монумента «Ватан» памяти жертв депортации народов Крыма (2013). Выставляется с 1954 года, участвовал в 1-й международной книжной выставке-ярмарке в Москве (1977), персональные выставки проходили в 1972, 1983, 1995, 1993, 2000, 2001, 2002, 2016 (Киев) ,1977 (Москва), 1978 (Нью-Йорк, Берлин), 1992 (Стамбул) годах. Произведения находятся в собраниях Национального художественного музея Украины в Киеве, Украинском музее современного искусства в Нью-Йорке, ряда украинских музеев, частных коллекциях в Турции, Великобритании, Франции, США.

## Награды
- Почётное звание Народный художник Украины (1993 год)[6].
- Почётное звание «Заслуженный художник Украинской ССР» (1985 год)[26].
- Орден Дружбы народов (1985 год)[14].
- Республиканская премия ЛКСМУ имени Н. А. Островского (1982 год)[39].
- Республиканская премия имени В. И. Касияна (1989 год)[1].
- Золотая медаль «Год мира» ЮНЕСКО (1987 год)[6].
- Премия ЮНЕСКО за политическую графику (1980 год)[1].

## Личная жизнь
Жена — Тамара Ивановна (р. 1938), дочь И. И. Неходы, педагог музыкальной школы. Сын — Тимур (р. 1962), выпускник Киевского художественного института, живописец и график. Владеет украинским и татарским языками. Проживает в Киеве на улице Пушкинской.